# Khachar

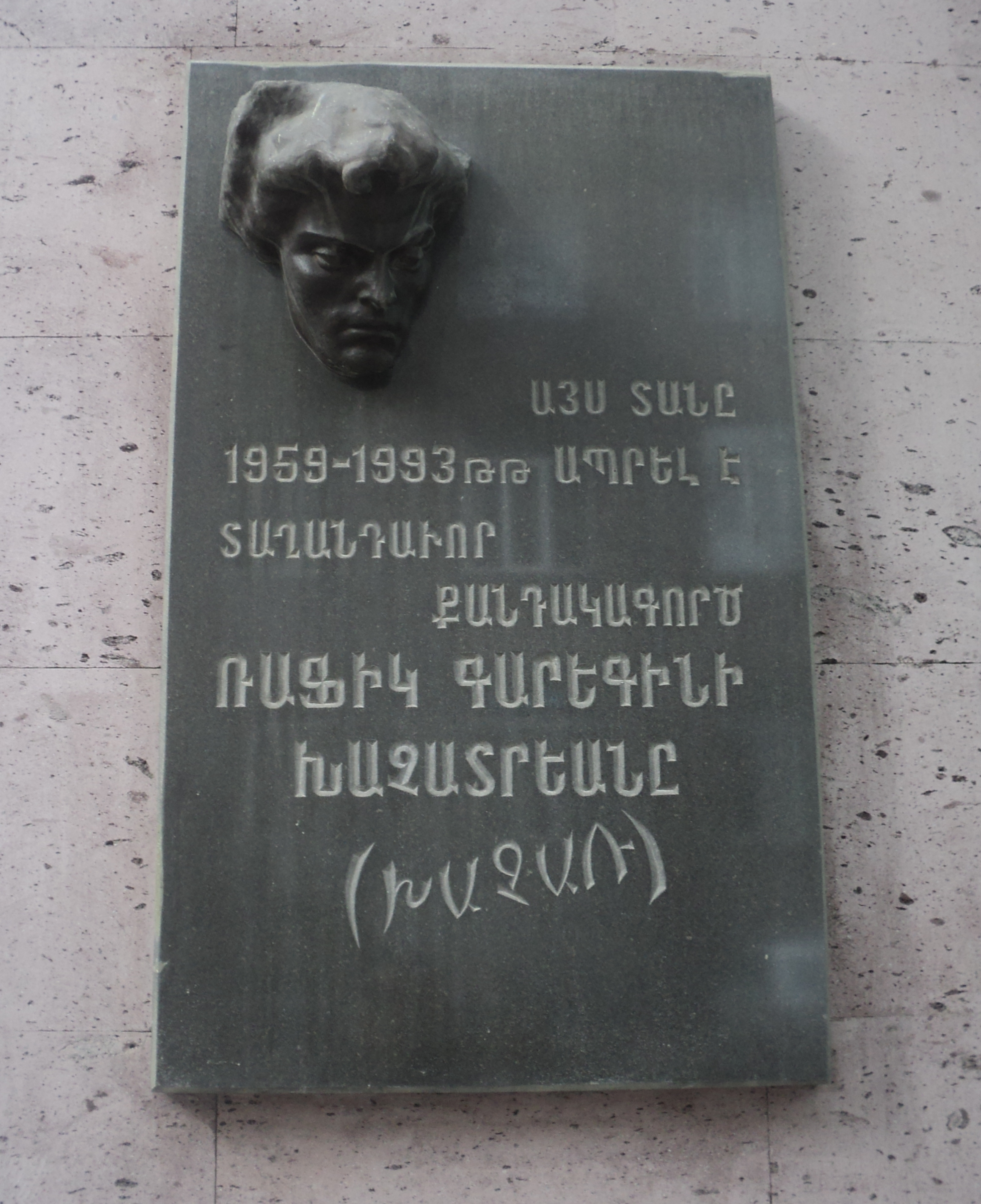
Placa conmemorativa: Rafik Garegin Khachatryan (Khachar). Inicio calle E.Kohbatsi. Yerevan, Armenia.

Khachatryan Rafik, Khachatryan Rafik Garegin, conocido como Khachar (1937 – 1993) fue un escultor armenio. Participó en el Movimiento Nacional por la Liberación de Armenia. Proveyó asistencia humanitaria para las personas de Nagorno-Karabaj, además de materiales para las tropas de autodefensa de Nagorno-Karabaj. Ha creado esculturas y memoriales para los combatientes caídos en la guerra que mantiene esta región.

## Literatura
- "Whoe is Whoe", biographical encyclopaedia, volume 2, page 724, Armenian Encyclopaedia, Yerevan, 2007.
- "Encyclopedia of Karabakh Liberation War. 1988-1994" (en armenio, "Armenian Encyclopedia", Yerevan, 2004
- N.Voronov (Воронов, Никита Васильевич), "Sovetskaya monumentalnaya skulptura 1960-1980", Moscow, "Iskusstvo" Publishing House, 1984 (en ruso)
- Gohar Khostikyan, "The Armenian Artists: biographical dictionary", Yerevan, 1993 (en armenio)(inédito).
- Albert Pharsadanyan, "The Armenian: biographies of the prominent Armenians in one line", Yerevan, "VMV-print" Publishing House, 2004) (en armenio)
- "Whoe is Whoe", biographical encyclopedia, volume 2, page 724, Armenian Encyclopedia, Yerevan, 2007 (en armenio).
- "Khachar", biography and works - with photoes, "Samark" publishing House, September 7, Yerevan, 2007 (en armenio).
- Rafo, "Avangard", independent weekly, October 3-9, Yerevan, 2007 (en armenio).
- The Master of the Stone Poetry (Qare Poeziayi Varpetn), "Hay Zinwor", the Official Weekly of the MOD, 6-13 October, Yerevan, 2007 (en armenio).
- Television Sujet about Khachar (Rafik Khachatryan), "Yerevan" Television Studio, 7 October, Yerevan, 2007 (en armenio).
- Television Sujet about Khachar (Rafik Khachatryan), "ArmenAkob" Television Studio, 14 October, Yerevan, 2007 (en armenio).
- Television Sujet about Khachar (Rafik Khachatryan), "Zinuzh" Television Studio, 21 October, Yerevan, 2007, The 1st Channel of Armenia (Public Television 1st Channel) (en armenio).
- Armenian Sculptors: Getik Baghdasarian, Suren Nazaryan, Sergey Merkurov, Rafik Khachatryan, Garri Dadyan, Momik, Ghukas Chubaryan. Publisher: Books LLC, ISBN 115745867X, EAN Code: 9781157458678.